# Kite (film)
Kite è un film del 2014 diretto da Ralph Ziman. 
Pellicola sudafricano-statunitense basata sul film d'animazione omonimo diretto da Yasoumi Umetsu.

## Trama
Sawa, una giovane donna si trova a mettere in atto una vendetta dopo che i genitori sono stati uccisi, si trova a dover chiedere aiuto ad un ex collega del padre Karl Aker.